# Akebono (satellit)
Akebono (under konstruktionsskedet känd som EXOS-D) var en japansk satellit som konstruerades av institutet ISAS för att undersöka jordens polarsken och magnetosfär.
Akebono tillhörde en serie av fyra satelliter och den vägde 295 kg. Satelliten sköts upp från Uchinoura Space Center (vid tidpunkten Kagoshima Space Center) den 22 februari 1989. Akenobo var den första satelliten som hade ett system mot strålning och instrumenten var ordnade i 6 moduler. Utöver de ursprunglig påtänkta undersökningarna skedde forskning om Van Allen-bältena. Satelliten var 26 år och fyra månader oavbrutet i tjänst. Kommunikationen avstängdes den 23 april 2015. Den planerade livslängden var ett år.